# エンブラエル フェノム 100
エンブラエル フェノム 100
車輪とフラップを展開したフェノム 100
- 用途：ビジネスジェット
- 製造者：エンブラエル
- 初飛行：2007年7月26日[1]
- 生産数：350機(2017年4月)[2]
- 運用状況：運用中
- ユニットコスト：416万1000 USドル (2015年)[3]

エンブラエル フェノム 100 (Embraer Phenom 100) は、ブラジルの航空機メーカーであるエンブラエルが開発した超軽量ジェット機である。型式証明はEMB-500として受けた。2017年4月時点で37カ国で350機が使われている。

## デザイン

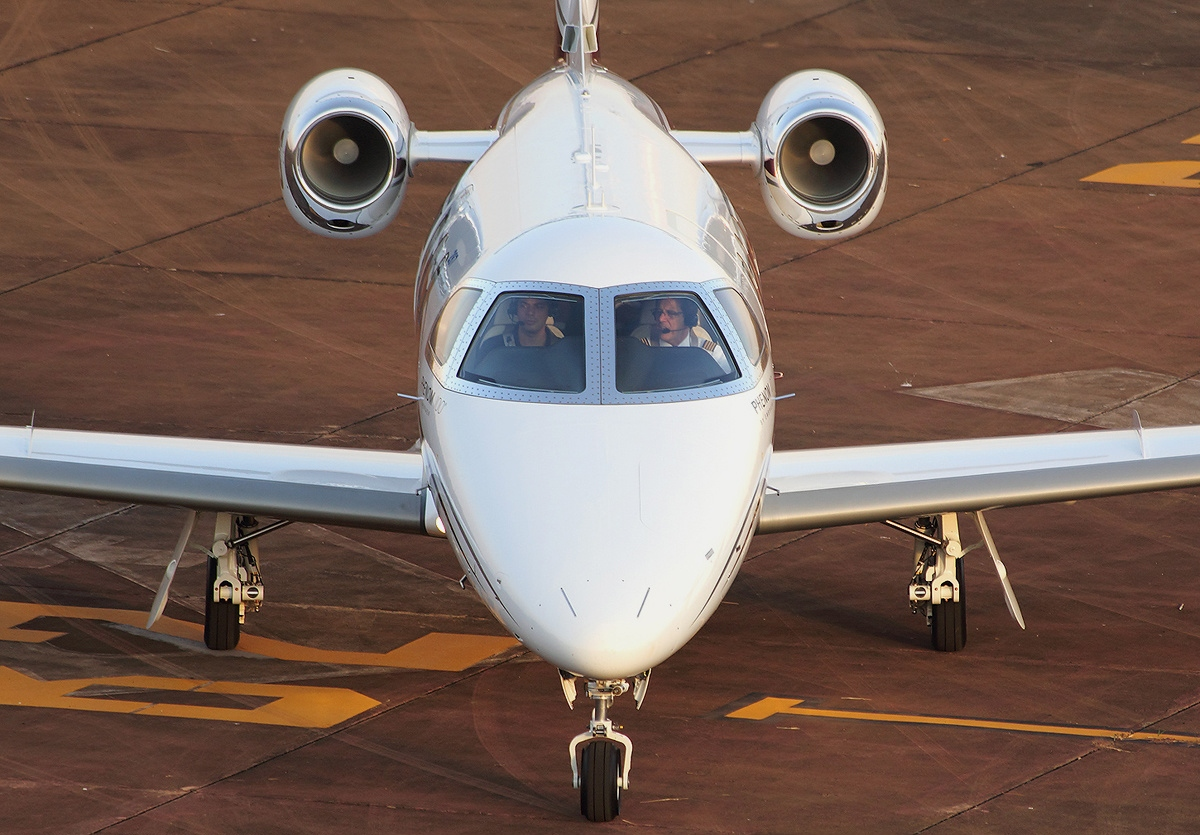
正面から

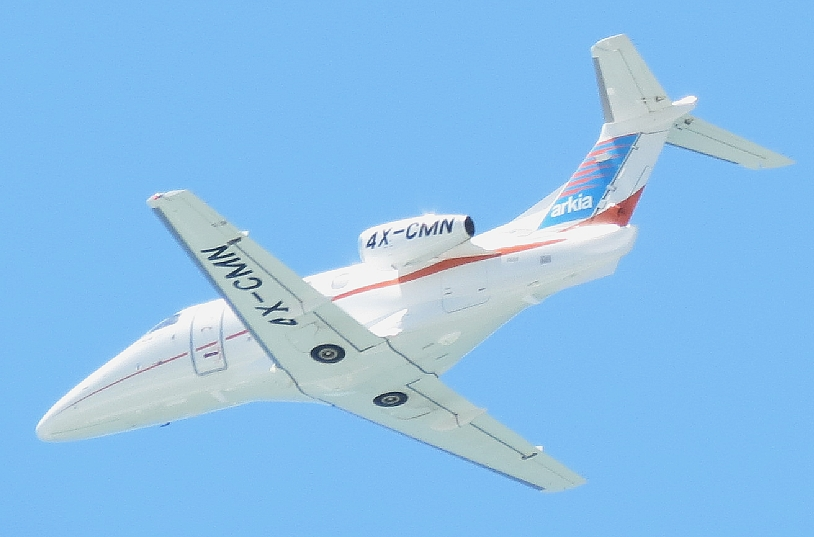
下から見た機体。直線翼が分かる。

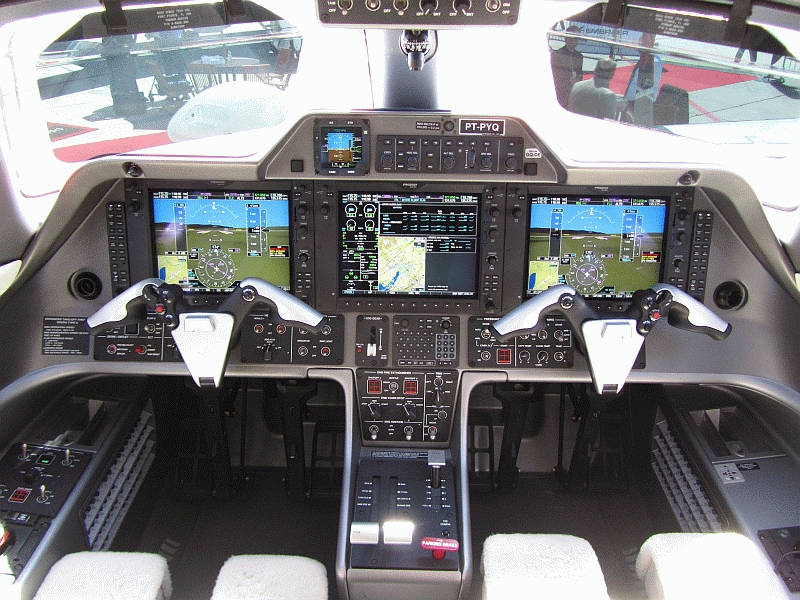
コックピット

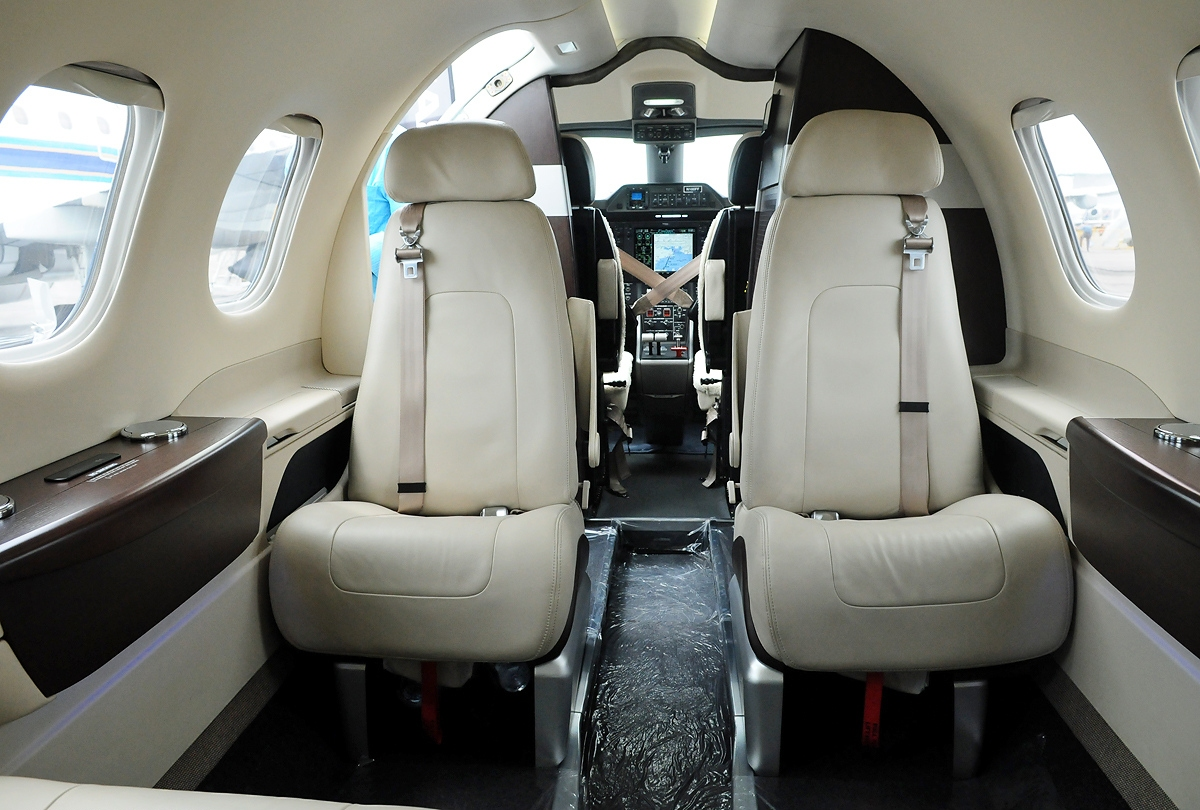
キャビン

フェノム 100は、キャビン容積が7.985m3 (282 ft3) で、高さ1.47m×幅0.74m (4.5 ft × 2.1 ft) のドアと高さ36cm×幅30cm (1.2 ft × 1 ft) の窓を持ち、断面が卵形の胴体をしている。与圧されていない荷物室は1.56m3 (54.9 ft3) ある。構造寿命は、28,000回の飛行か35,000時間の飛行である。機体の20％は複合材でできている。
標準構成で4人の乗客を乗せられるが、オプションで1人分の横向きのシートとトイレ席を使うならば、最大7人の乗客と1人の乗員を乗せることができる。キャビン・インテリアは、BMWグループのDesignworksUSAが担当した。
機体後部にプラット＆ホイットニー・カナダ製のPW617-Fターボファンエンジンが2基、据えられている。このエンジンは、気温10度のとき、7.5 kN (1,695 lb) の離陸推力を持つ。また、二重化されたFADECを持っており、自動推力調整機能により、離陸時にエンジントラブルが起きても、エンジン出力は7.9 kN (1,777 lb) まで増加する。後継モデルであるPW617F-Eは、10分間の推力が8.1 kN (1,820 lb) になっている。
最大航続距離は、計4人が乗った状態で、2,182km (1,178海里) である。

## 開発
2005年4月にエンブラエルの取締役会は超軽量ジェット機の開発を承認した。11月9日、NBAA（全米ビジネス航空協会）の年次総会の際、この機はフェノム 100と名付けられると発表され、原寸大のモックアップも展示された。
初飛行は2007年7月26日にブラジルのサン・ジョゼ・ドス・カンポスで行われた。型式証明はブラジルのNCAA（国家民間航空局）から2008年12月9日に受けた。最初のデリバリーは、2008年12月24日に行われた。

## 派生機
フェノム 100

シリーズ最初のモデル。
フェノム 100E

多機能スポイラーを含む改良機。
フェノム 100EV エボリューション

重量軽減と推力増大 (7.5 kNから7.7 kNへ増大) により、12,497m (41,000 ft) へ上昇するのにかかる時間が33分から25分に短縮され、高高度・高温の空港での離陸滑走距離も、2,014mから1,726mに短縮された。また、Garmin G3000のタッチパネル型コックピットを備えている。機体価格は449万5000ドルである。最初のデリバリーは、2017年3月31日に行われた。

## 運航者
機体は、個人、企業、フラクショナル事業、チャーター事業、航空機管理事業、軍などで用いられている。
2009年の価格は360万ドル、2015年の価格は416万ドルだった。フェノム 100の飛行コストは1マイルあたり2～3ドルとされる。

### 軍用
パキスタン
- 空軍：2023年時点で、4機のフェノム100を保有している[16]。VIPの輸送用[17]。

イギリス
- 空軍：軍事飛行訓練システム（英語版）の一環として利用される。2016年2月2日に、イギリス国防省は5機のフェノム 100を調達する契約をKBR（英語版）及びエルビット・システムズと交わした。これらの機は2033年まで空軍と海軍の乗員を訓練するために使われる[18]。

## デリバリー状況
エンブラエルは当初はフェノム 100を、2008年に15機、2009年に120～150機、デリバリーする予定だったが、2008年には2機しかデリバリーできず、2009年の計画も97機に縮小された。エンブラエルは2014年後半時点で30機の注文残を抱えていた。
全てのフェノムの生産は、2016年7月からフロリダ州メルボルンに移管されている。そこの設備は、年に96機のフェノムと72機のレガシー 500/450を生産できる見込みである。既にその施設で、2016年6月までに170機以上のフェノムが、主にアメリカ市場に向けて生産された。
| Year                 | 2008 | 2009 | 2010 | 2011 | 2012 | 2013 | 2014 | 2015 |
| -------------------- | ---- | ---- | ---- | ---- | ---- | ---- | ---- | ---- |
| Number of deliveries | 2    | 97   | 100  | 41   | 29   | 30   | 19   | 12   |

## 事故
- 2014年12月8日：機体記号N100EQのフェノム 100が、モンゴメリー郡エアパーク（英語版）の滑走路に接近中、メリーランド州ゲイザースバーグ郊外の住宅に突っ込んだ。搭乗者3人と住宅にいた3人の計6人が死亡した[23][24]。NTSB（国家運輸安全委員会）の報告書は、「型式限定が必要かつ、運航はパイロット1人と型式証明されているEMB-500のようなターボファン機で、氷結しうる状況で飛行する機体には、氷結防止システムが稼働すべき状況では自動的に警報を出すシステムが必要だという安全性の問題がある。また、これらの機体のパイロットは、実地試験飛行に合格しさえすればいいのではなく、訓練が必要である」と述べている[25]。

## スペック（フェノム 100EV）
（特に明記が無い項目は、フェノム 100EVのパンフレットによる）
概要
- 乗組員：パイロット1人
- 乗客数：5～7人
- 積載量：最大755 kg (1,664 lb)、燃料満載時253 kg (557 lb)
- 全長：12.82 m (42 ft 1 in)
- 全幅：12.3 m (40 ft 4 in)
- 全高：4.35 m (14 ft 3 in)
- 空虚重量：3,275 kg (7,221 lb)
- 最大離陸重量：4,800 kg (10,582 lb)[4]
- キャビン高度：12,496 m (41,000 ft)で 2,438 m (8,000 ft)相当[7]
- キャビン 高：1.5 m (4.9 ft)[8]
- キャビン 長：3.35 m[8]
- 最大着陸重量：4,480 kg (9,877 lb)[4]
- 無燃料重量：4,030 kg (8,885 lb)[4]
- 搭載燃料：1,272 kg (2,804 lb)[27]
- エンジン：プラット＆ホイットニー・カナダ製 PW617F1-E ターボファン 2基（各7.7 kN (1,730 lb))

性能
- 最大速度：マッハ0.7
- 巡航速度：750 km/h (405 kn)
- 最低制御速度：180km/h (97 kn)[4]
- V2（安全上昇速度）：状況によるが、概ね200km/h (108 ktas)[19]
- 航続距離：2,182 km (1,178海里)（4人搭乗）
- 実用上昇限度：12,497 m (41,000 ft)
- 燃費：飛行1時間あたり、最初の1時間は414リッター、次の1時間は292リッター。[27]
- 離陸距離：975 m (3,199 ft)
- 着陸距離：741 m (2,430 ft)

航空電子機器
- Embraer Prodigy Touch (Garmin G3000（英語版）システムによる)

## 参照
1. 1 2  "First Phenom 100 Executive Jet Performs Maiden Flight" (Press release). São José dos Campos: Embraer. 26 July 2007.
2. 1 2 3  "Embraer delivers the first Phenom 100 EV, the evolution of one of the industry’s best-selling entry-level business jets" (Press release). Embraer. April 3, 2017.
3. 1 2 3  "Business Jets Specification and Performance Data" (PDF). Business & Commercial Aviation. Aviation Week. May 2015.
4. 1 2 3 4 5  "Type Certificate Data Sheet No. A59CE" (PDF). FAA. April 1, 2015.
5. ↑  George, Fred (13 March 2015). "Pilot Report: Embraer Phenom 100E". Aviation Week & Space Technology.
6. 1 2  Mike Gerzanics (9 February 2009). "Flight Test: Phenom 100 - building on a Legacy". Flightglobal.
7. 1 2  John Croft (12 May 2008). "Embraer Phenom 300: bolder big brother". Flightglobal.
8. 1 2 3  Gerzanics, Mike (27 April 2010). "Flight Test: Embraer Phenom 300". Flightglobal.
9. ↑  "Embraer Phenom 100 Pilot Report" (PDF). Business & Commercial Aviation. Aviation Week. October 2008.
10. 1 2  "Turbine Pilot: Thrill from Brazil". AOPA Pilot. June 1, 2009.
11. ↑  "Embraer Earns Phenom 100 Certification". Flying Magazine. March 9, 2009.
12. ↑  John Croft (16 December 2008). "Brazil approves Phenom 100 very light jet". Flightglobal. Washington DC.
13. ↑  Thomas A Horne (5 November 2014). "Phenom update". AOPA Pilot. p.T-15.
14. ↑  "Embraer unveils improved Phenom 100 Evolution". Flight Global. 27 July 2016.
15. ↑  "Mission Costs for Turboprops Greater Than 12,500 lb., Jets Less Than 20,000 lb.".
16. ↑  The International Institute for Strategic Studies (IISS) (2023-02-15) (英語). The Military Balance 2023. Routledge. pp. 279-283. ISBN 978-1-032-50895-5
17. ↑  "This Week briefings". Flightglobal. 30 March 2009. Embraer Makes First Foray into Pakistan.
18. ↑  "UK Signs Major Deal for Military Aircraft, Training". Defense News. 2 February 2016.
19. 1 2  George, Fred (20 October 2014). "Pilot Report: Flying Embraer’s Phenom 100E". Aviation Week & Space Technology.
20. ↑  Chad Trautvetter (2 June 2016). "Embraer Starts Legacy 450/500 Production in U.S.". Aviation International News.
21. ↑  Kate Sarsfield (8 June 2016). "Embraer opens Legacy final assembly facility in Melbourne". Flightglobal. London.
22. ↑  "2015 General Aviation Statistical Databook & 2016 Industry Outlook" (PDF). General Aviation Manufacturers Association. 2016.
23. ↑  John Croft (8 December 2014). "Phenom 100 Crash Is First Fatal For Light Jet". Aviation Week.
24. ↑  John Croft (9 December 2014). "NTSB: Stall Warning Sounded Before Phenom 100 Crash". Aviation Week.
25. ↑  "Aerodynamic Stall and Loss of Control During Approach - Embraer EMB-500, N100EQ" (PDF). National Transportation Safety Board. June 7, 2016. Accident Report.
26. ↑  "Phenom 100 brochure". Embraer. 12 July 2016.
27. 1 2  "Phenom 100 executive jet performance". Embraer.